# Giorgio Gentili (Komponist)
Giorgio Gentili (* um 1669 in Venedig; † nach 1731 ebenda) war ein italienischer Komponist und Violinist des Barocks.

## Leben
Am 10. Juli 1689 erhielt Gentili eine Anstellung als Violinist in der herzoglichen Kapelle an San Marco, wo er ab 1693 als Solist tätig war. Diese Anstellung behielt er mindestens bis 1731, in diesem Jahr war er Mitunterzeichner eines Dokumentes, in dem in einem Plagiatsstreit mit Giovanni Bononcini um die Autorschaft des Madrigals In una siepe ombrosa die Ansprüche Antonio Lottis bestätigt wurden. Die wenigen noch vorhandenen schriftlichen Hinweise auf Gentili bestätigen eine dauerhafte Tätigkeit an San Marco. Zwischen 1702 und 1717 war er zusätzlich „Maestro di istromenti“ am Ospedale dei Mendicanti.

## Werke
Gentili hinterließ sechs Sammlungen veröffentlichter Instrumentalmusik, mit insgesamt 72 Einzelwerken. Stilistisch sind die Sonaten mit denen seines venezianischen Mitbürgers Tomaso Albinoni vergleichbar, jedoch sind Gentilis Werke technisch anspruchsvoller. In seinen Concerti a cinque kann man, wie beispielsweise auch in Albinonis Werken, die Verwendung der Tenor-Viola erkennen, ein Merkmal der venezianischen Schule.
- 12 Sonate a tre, op. 1 (1701)
- 12 Concerti da camera a tre, op. 2 (1703)
- 12 Capricci da camera a violino e violoncello o cimbalo, op. 3 (vor 1706)
- 12 Sonate a tre, op. 4 (1707)
- 12 Concerti a quattro e cinque, op. 5 (1708)
- 12 Concerti a quattro, op. 6 (1716)

Ein weiteres Konzert Gentilis ist nur in einer Bearbeitung für Orgel von Johann Gottfried Walther bekannt.

## Diskografie
- Triosonaten op. 1, Nr. 1–12, Ensemble Soavi Affetti, Brillant Classics (2015)